# Casares
Casares és un municipi d'Andalusia, a la província de Màlaga, situat al límit amb la província de Cadis, a la Serranía de Ronda. Limita amb Estepona, Manilva i Gaucín.

## Història
L'origen de Casares es remunta als temps dels ibers i fenicis, trobant-se en els límits dels bàstuls. Al cortijo d'Alechipe, es troben tres ares amb inscripcions, que correspon íntegrament a la ciutat de Lacipo, una de les més importants del litoral malagueny. En l'any 61 aC, Juli Cèsar, de qui es deriva el nom de la ciutat, va utilitzar els famosos banys de la Hedionda, per a guarir-se amb les seves aigües sulfuroses la malaltia hepàtica que patia. Les seves propietats curativas es van fer famoses a tota Roma.
En 1361, va ser triada com lloc de concentració de Pere el Cruel i el destronat Rei de Granada, Mohamed V, per a iniciar la campanya que havia de retornar el tron al monarca granadina. Durant l'aixecament morisc contra Felip II en l'any 1570, Casares fou el centre de les operacions. En l'ermita de La nostra Senyora del Rosari del Camp es van reunir els notables moriscs amb el duc d'Arcos i es va posar fi a la revolta.
El notari Blas Infante, iniciador del moviment nacionalista andalús, va néixer en aquesta ciutat el 5 de juliol de 1885. Els seus peculiars carrerons, intricats i escarpats, al costat de les casetes que les configuren e una disposició pintoresca, fan que Casares sigui anomenat Pueblo Colgante.

## Personatges il·lustres
- Blas Infante